# Mary Leakey

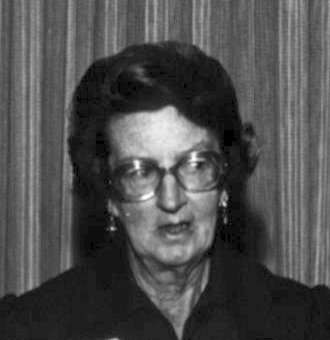
Mary Leakey, 1977

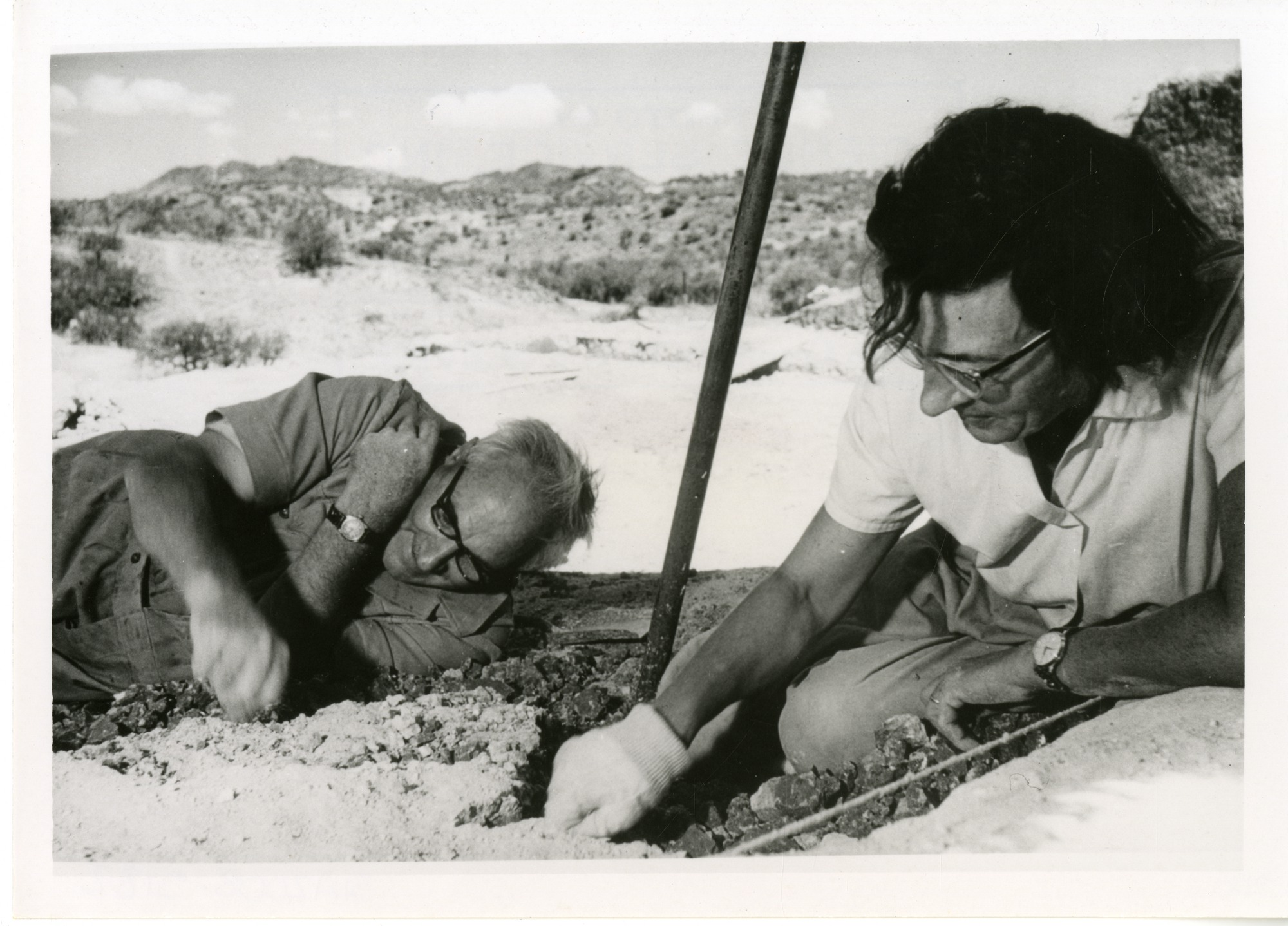
Mary (rechts) und Louis Leakey bei Ausgrabungen in der Olduvai-Schlucht

Mary Douglas Nicol Leakey (* 6. Februar 1913 in London; † 9. Dezember 1996 in Nairobi) war eine britische Archäologin. Sie gilt als eine der bedeutendsten Paläoanthropologen des 20. Jahrhunderts und fand unter anderem 1959 das erste Fossil eines Paranthropus boisei (zunächst benannt als „Zinjanthropus“), des so genannten Nussknackermenschen.
Verheiratet war Mary Leakey mit dem Paläoanthropologen Louis Leakey. Ihre beiden Söhne Richard Leakey und Jonathan Leakey wurden ebenfalls als Paläoanthropologen international bekannt.

## Werdegang
Mary Douglas Nicol war die Tochter des seinerzeit bekannten Landschaftsmalers Erskine Edward Nicol und der Hobby-Malerin Cecilia Marion Frere, die jahrelang in Frankreich im Département Dordogne lebten. Häufige Besuche von prähistorischen und archäologischen Fundstätten in Frankreich weckten schon als kleinem Kind in ihr das Interesse an solchen Themen; überdies war ihr Vater mit Howard Carter befreundet, der in Ägypten das Grab von Tutanchamun entdeckt hatte. Durch die Bekanntschaft der Familie mit einem Priester und Hobby-Archäologen konnte Mary schon im Alter von zehn Jahren bei Ausgrabungen mithelfen und lernte so auch viel über steinzeitliche Höhlenmalerei und Steinwerkzeuge.
Ihr Vater starb, als sie 13 Jahre alt war, weswegen sie mit ihrer Mutter nach London zurückging, die ihr dort eine ordentliche Ausbildung zukommen lassen wollte. Mary wurde jedoch wegen Aufsässigkeit mehrfach der Schule verwiesen, was sie später damit begründete, dass die Schule „vollkommen unverbunden mit dem wirklichen Leben“ gewesen sei. Mit 17 allerdings bemerkte sie, dass sie sich ihre erhoffte spätere Tätigkeit als Archäologin durch das Fehlen eines formalen Schulabschlusses verbaut hatte. Ab 1930 hörte sie gleichwohl Vorlesungen über Archäologie und Geologie und bewarb sich (diverse Male vergeblich) als Mitarbeiterin für archäologische Ausgrabungen in England. Schließlich hatte sie aber doch mit einer Bewerbung Erfolg und fiel rasch durch ihre Fähigkeit auf, präzise wissenschaftliche Lagezeichnungen und Zeichnungen von Fundstücken anzufertigen.
Bei einer Dinner-Party der Universität Cambridge lernte sie 1933 Louis Leakey kennen. Sie verliebten sich ineinander, Mary begleitete ihn auf seiner nächsten Expedition nach Tansania und zog anschließend bei ihm ein. Daraufhin ließ sich dessen Ehefrau Frida scheiden, und kurz darauf heirateten Louis und Mary – was zu einem großen Skandal führte und Louis’ akademische Karriere-Chancen in England zunichtemachte. 1937 gingen beide zu weiteren Ausgrabungen nach Kenia und einige Jahre später nach Tansania.
1940 wurde ihr Sohn Jonathan geboren, 1943 ihre Tochter Mary und 1944 kam schließlich ihr Sohn Richard zur Welt. In den ersten Jahren litt die Familie in Afrika erheblich unter finanziellen Schwierigkeiten, die erst um 1960 überwunden waren – was aber keineswegs zu einer Stabilisierung der Beziehung von Mary und Louis führte: Ab 1968 lebten sie kaum noch zusammen, was vor allem den vielen Seitensprüngen von Louis zuzuschreiben war.

## Wissenschaftliche Leistungen
In Kenia machte Mary Leakey im Oktober 1948 auf der Insel Rusinga im Victoriasee ihren ersten bedeutenden Fund: den bis dahin vollständigsten Schädel eines 18 Millionen Jahre alten Proconsul africanus (Sammlungsnummer: KNM-RU 7290), der damals als einer der ältesten Vormenschenfunde Afrikas galt; seine genaue Stellung im Stammbaum der Menschenartigen ist bis heute umstritten.
Wegen politischer Unruhen mussten die Leakeys kurz darauf Kenia verlassen und gingen erneut nach Tansania, wo Mary Leakey rund 1600 steinzeitliche Zeichnungen kopierte, die später zur Grundlage ihres Buches Africa’s Vanishing Art wurden. Viele der von ihr festgehaltenen Zeichnungen gingen kurz darauf durch mutwillige Beschädigungen verloren, so dass ihre Kopien einen dauerhaft hohen, wissenschaftlichen Wert bekamen.
Weltweit berühmt wurde Mary Leakey aber erst, nachdem sie am 17. Juli 1959 in der Olduvai-Schlucht den Schädel OH 5 gefunden hatte, der noch weitgehend intakt war und bei dem sogar noch Zähne an ihrem Platz im Oberkiefer steckten: den damals Zinjanthropus oder kurz „Zinji“ genannten Paranthropus boisei, das erste Exemplar seiner Art und zugleich das damals älteste je gefundene Fossil eines Vertreters der Hominini. Kurz darauf fand ihr Sohn Jonathan am 2. November 1960 Überreste des ersten je gefundenen Homo habilis. Nach den Funden von „Zinji“ und „Jonny’s Child“ konnten nun endlich hinreichend viele Geldgeber für weitere Ausgrabungen gefunden werden.
Auch nach dem Tod ihres Mannes im Jahr 1972 organisierte sie weiter Ausgrabungen im Olduvai-Gebiet, bei denen 1978 in der Nähe von Laetoli die berühmt gewordenen Fußspuren zweier aufrecht nebeneinander laufender Vormenschen entdeckt wurden, eines großfußigen und eines kleinfußigen. Mary Leakey deutete sie als Spuren von Individuen der Gattung Homo, andere Forscher (u. a. Donald Johanson) ordneten sie der Gattung Australopithecus zu.
1984 veröffentlichte Mary Leakey ihre Autobiographie Disclosing the Past und war bis kurz vor ihrem Tod – inzwischen auf einem Auge erblindet – auch auf ihren Ausgrabungsstätten in Tansania präsent. Für ihr Lebenswerk wurde sie, die keinen akademischen Abschluss hatte, von so angesehenen Institutionen wie der University of Chicago, der Yale University, der University of Oxford und der Schwedischen Akademie der Wissenschaften geehrt. 1969 erhielt sie die Prestwich Medal der Geological Society of London; seit 1973 war sie Mitglied der British Academy, seit 1979 der American Academy of Arts and Sciences und seit 1987 der National Academy of Sciences.
Der Asteroid (7958) Leakey wurde am 11. April 1998 nach ihr, ihrem Ehemann Louis und ihrem Sohn Richard benannt.

## Schriften (Auswahl)
- Olduvai Gorge, Volume 3: Excavations in Beds I and II, 1960–1963. Cambridge University Press, 1971.
- A Review of the Oldowan Culture from Olduvai Gorge, Tanzania. In: Nature. Band 210, 1966, S. 462–466, doi:10.1038/210462a0.
- Olduvai Gorge: My Search for Early Man. William Collins Sons & Co. Ltd., London 1979, ISBN 0002116138.
- Africa’s Vanishing Art: The Rock Paintings of Tanzania. DoubleDay, New York 1983, ISBN 0-385-18968-0.
- Disclosing the Past: An Autobiography. Doubleday & Co. Inc., New York 1984, ISBN 0385189613.
- als Hrsg.: Laetoli: A Pliocene site in Northern Tanzania. Clarendon Press, Oxford Science Publications 1987, ISBN 0-19-854441-3.

## Belege
1. ↑  Deceased Fellows. British Academy, abgerufen am 27. Juni 2020.
2. ↑  Mary Leakey beim IAU Minor Planet Center (englisch)

| Personendaten    | Personendaten                                   |
| ---------------- | ----------------------------------------------- |
| NAME             | Leakey, Mary                                    |
| ALTERNATIVNAMEN  | Leakey, Mary Douglas Nicol (vollständiger Name) |
| KURZBESCHREIBUNG | britische Paläoanthropologin                    |
| GEBURTSDATUM     | 6. Februar 1913                                 |
| GEBURTSORT       | London                                          |
| STERBEDATUM      | 9. Dezember 1996                                |
| STERBEORT        | Nairobi                                         |